# Улица Галущака
Улица Галущака́ — внутриквартальная улица в Заельцовском районе Новосибирска. Начинается от Нарымской улицы, пролегает от неё в северо-восточном направлении и заканчивается в жилом квартале между улицами Писарева, Нарымской, Дуси Ковальчук и Красным проспектом.

## Название
Улица названа в честь Бориса Савельевича Галущака, директора Новосибирского приборостроительного завода. В память о нём на доме № 1 установлена мемориальная доска.

## История
Улица Галущака появилась в 2000 году. Ранее по этой территории протекала река 1-я Ельцовка, впоследствии замытая в канализационный коллектор.

## Чрезвычайные ситуации
Двухканальный коллектор, по которому идёт водный поток 1-й Ельцовки, находится под улицей Галущака и является частью ливневой канализации Заельцовского района. В 2013 году по причине просадки блоков коллектор был деформирован, из-за чего проводилась реконструкция ливневой канализации.
В августе 2018 года течением 1-й Ельцовки подмыло проезжую часть на улице Галущака, городские власти объявили режим чрезвычайной ситуации. Были приняты различные меры для предотвращения дальнейшего размыва дорожного полотна, русло речки перенаправлено в другое место. Начали засыпать овраг, чтобы на его месте разбить аллею с террасами.

## Организации
- Новосибирское районное нефтепроводное управление
- Новосибирский институт группового анализа
- РБК-Новосибирск, деловой интернет-портал
- New York Pizza (головной офис)

## Торговые и деловые центры
- Олимпия, торгово-офисный центр
- Фараон, семейный торгово-развлекательный центр

## Известные жители
- Анатолий Евгеньевич Локоть (род. 18 января 1959) — российский политический деятель, мэр Новосибирска (в 2014—2023 годах).

## Галерея

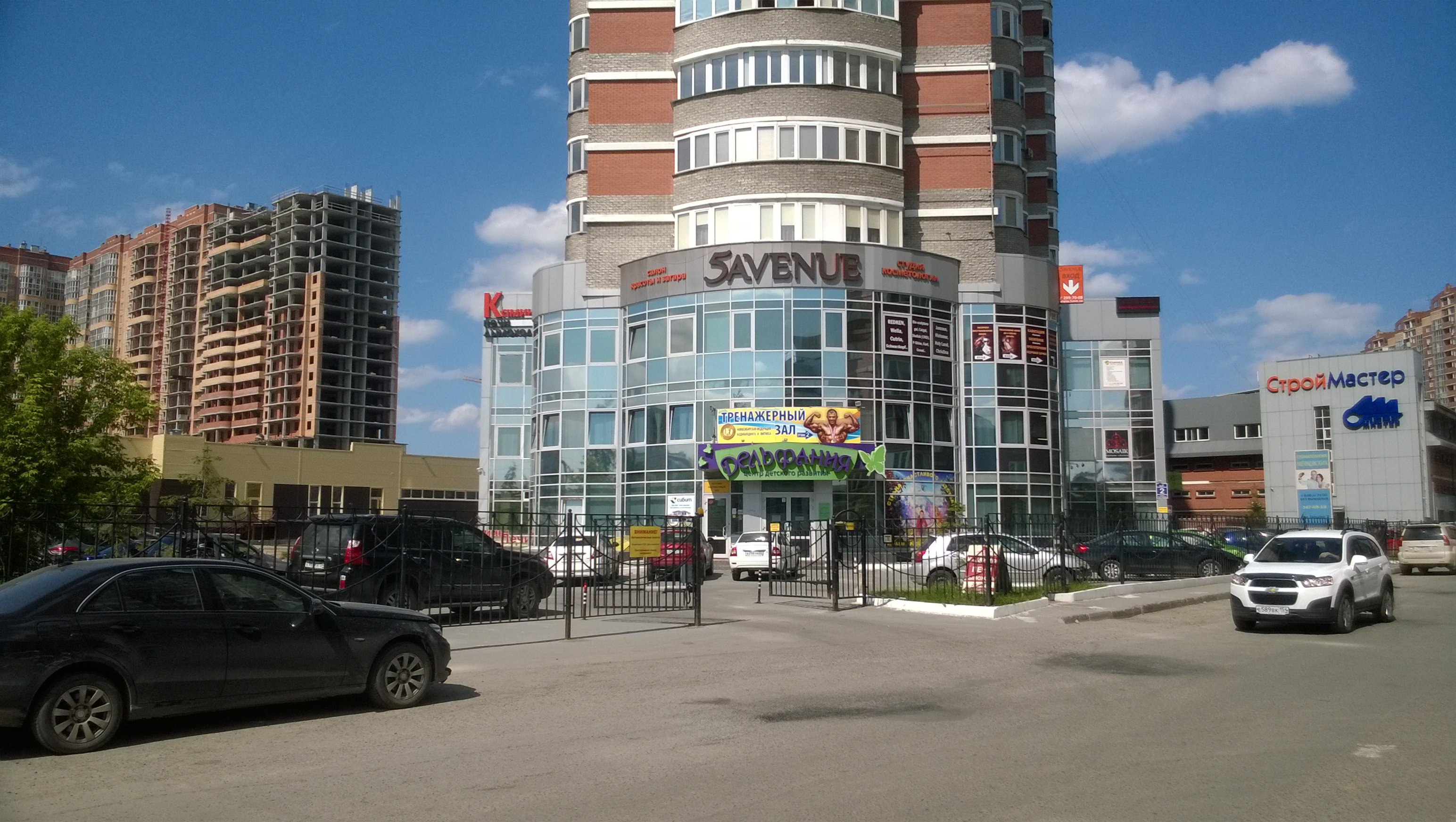
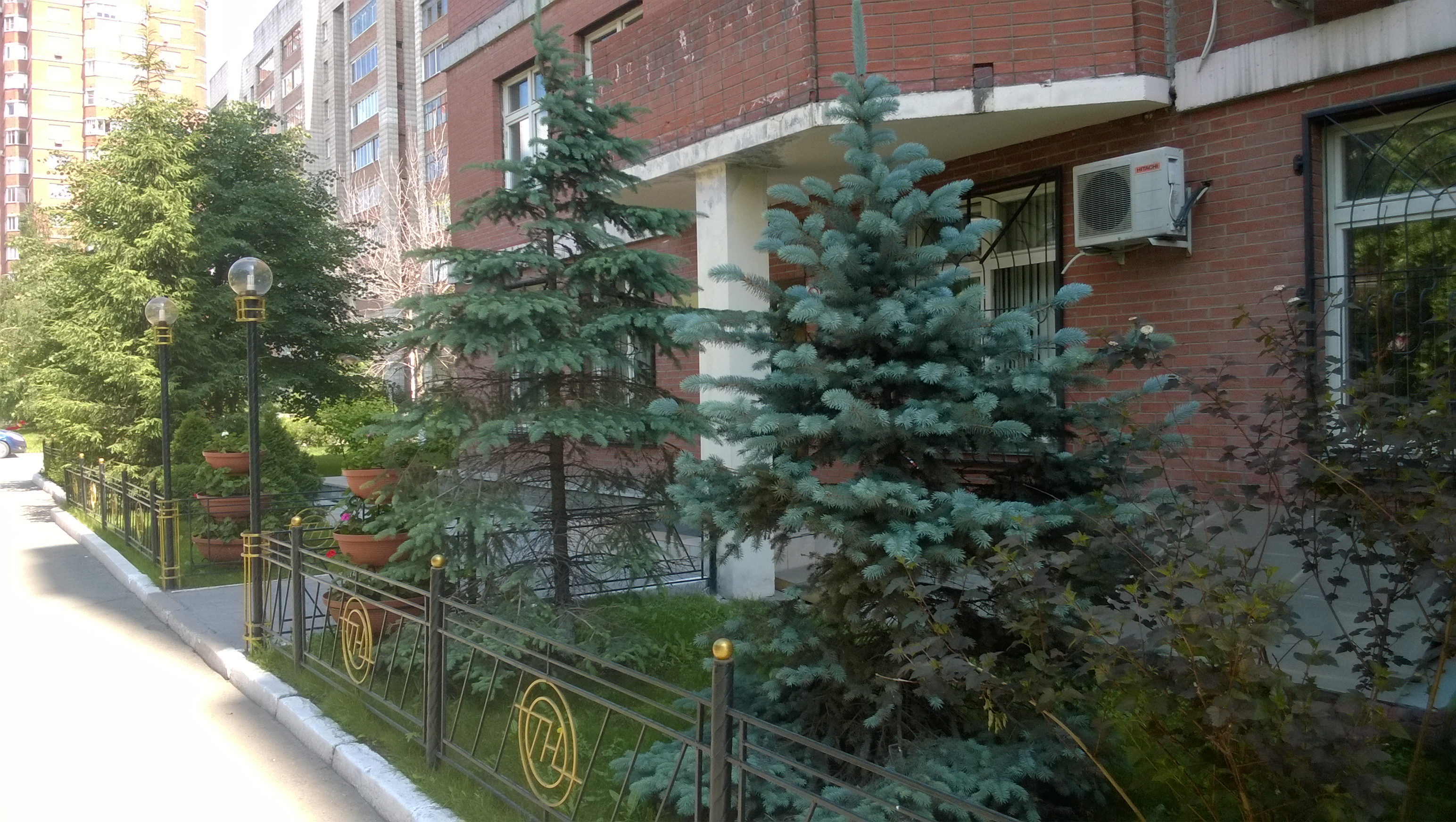
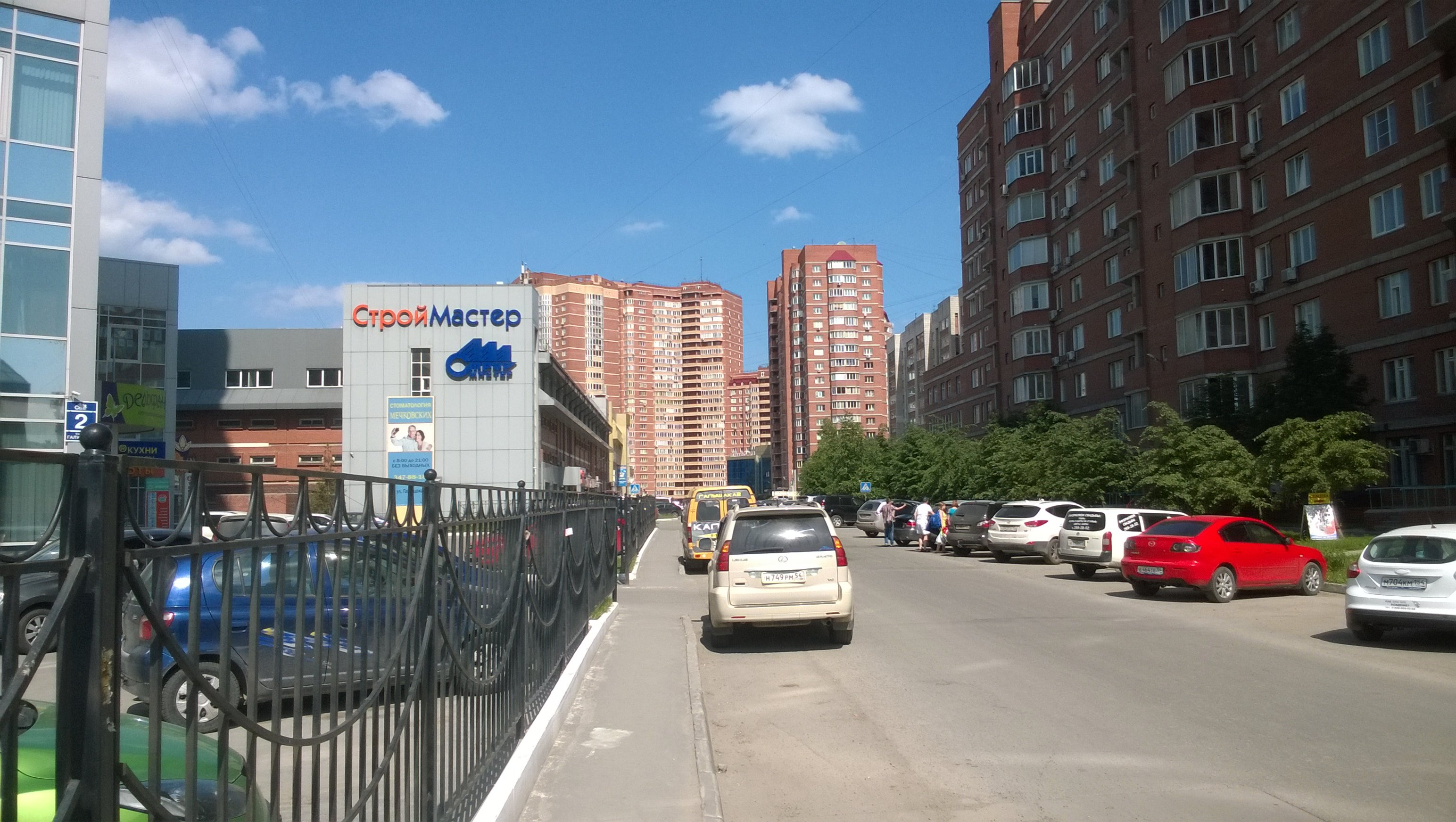
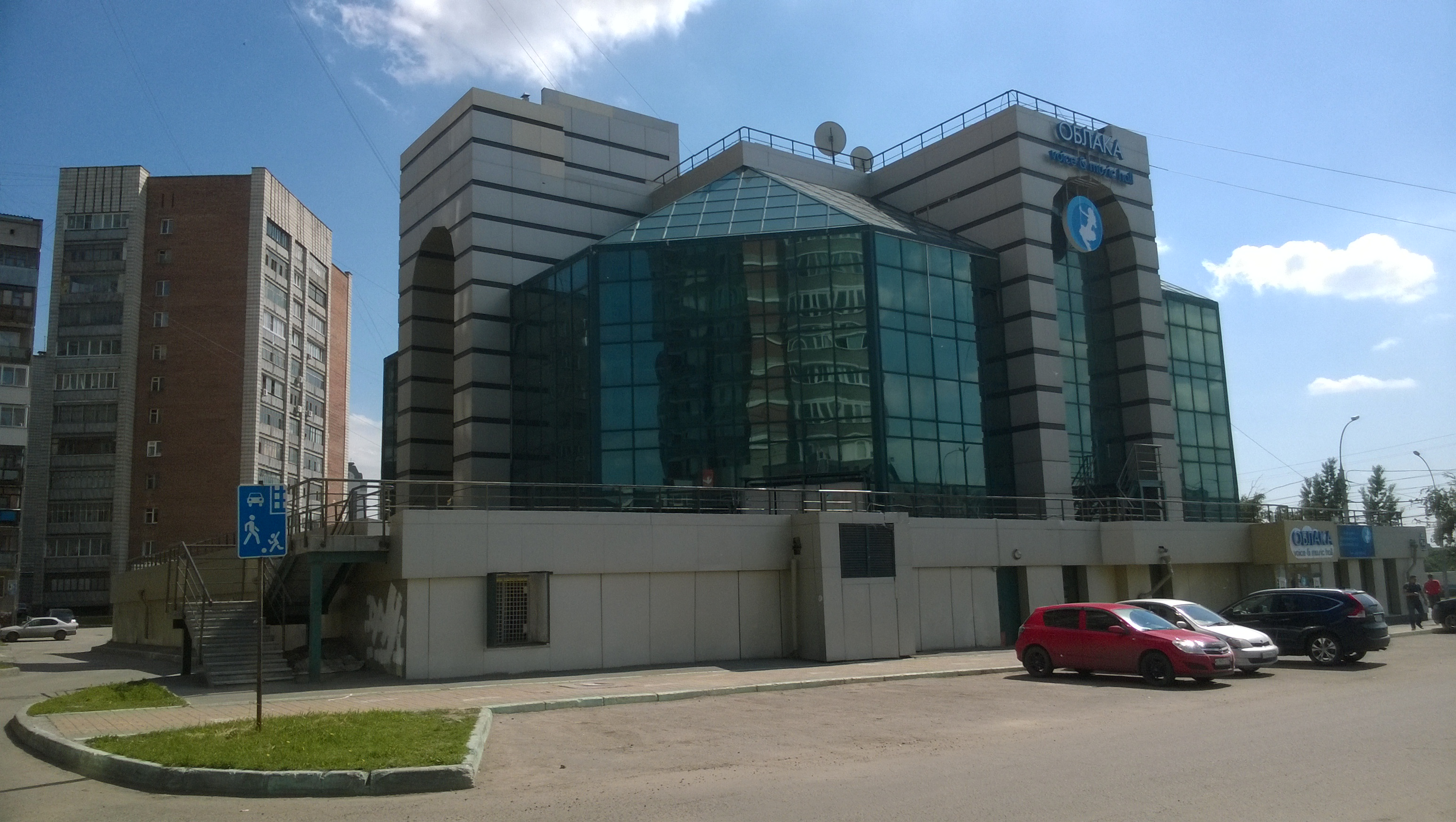
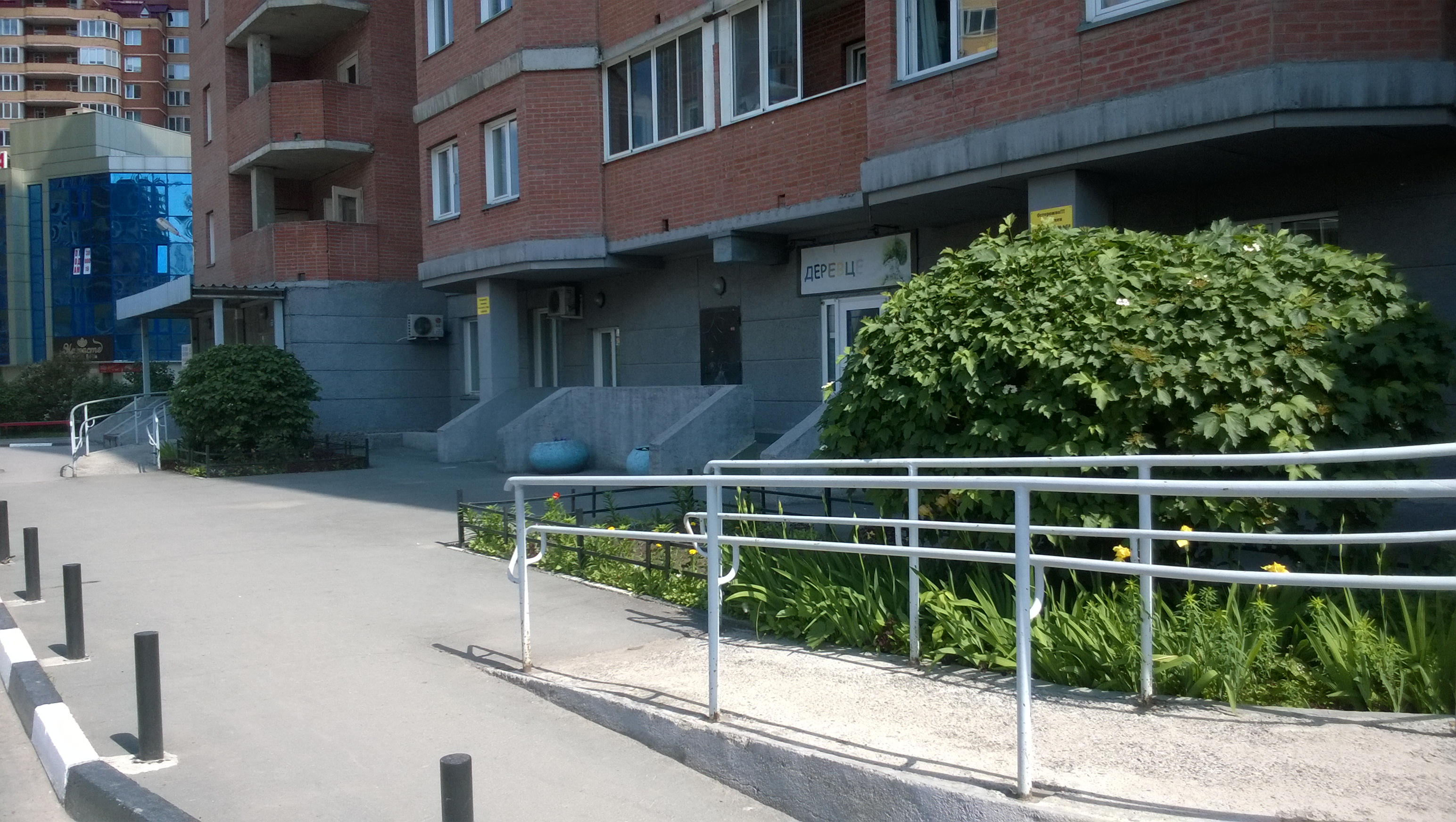